# Pierre de Siorac
Pierre de Siorac est un personnage de fiction, héros de la chronique Fortune de France de Robert Merle. Cette chronique débute en 1546, un an avant la mort de François Ier. Pierre de Siorac évolue alors dans une France déchirée par les guerres de religion.

## Biographie
Il naît en 1551 dans le Périgord méridional d'un père secrètement huguenot, Jean de Siorac (qui deviendra baron de Mespech après la reconquête de Calais en 1558), et d'une mère catholique, Isabelle de Caumont. Il grandit dans le château familial non loin de Sarlat. Son père l'envoie ensuite étudier la médecine à Montpellier. Là, il sera pour la première fois témoin des massacres entre catholiques et huguenots. Son diplôme de médecin acquis, il s'installe à Paris où il fait notamment la rencontre du chirurgien du roi Ambroise Paré. L'assassinat de Gaspard II de Coligny, chef du parti huguenot, déclenche le massacre de la Saint-Barthélemy auquel il échappe de justesse. Devenu le médecin personnel d'Henri III, celui-ci lui confie de nombreuses missions d'espionnage contre la Ligue. Outre ses généreuses libéralités, le roi le récompensera en l'élevant à la baronnie. Il assiste même à l'assassinat du duc de Guise, principal ennemi du roi à Blois.
Il perpétuera ses services auprès du roi Henri IV, qui le fera marquis après avoir rallié à la cause royale le duc Charles de Guise, fils de l'assassiné de Blois.
Robert Merle fait de lui l'amant de la duchesse de Guise qui lui donnera un fils illégitime, Pierre-Emmanuel de Siorac, héros et narrateur de la suite de la chronique.